# Fellowship of European Evangelical Theologians
Fellowship of European Evangelical Theologians, zkratka FEET (česky: Společenství evropských evangelikálních teologů) je evropská asociace evangelikálních teologů. Byla založena anglikánským teologem Johnem R. W. Stottem roku 1974.
Organizace sdružuje evangelikální teology a akademiky. Členy se mohou stát i církve. Jejím směřováním a záměrem je zdržovat akademické standardy se zřetelem k autoritě Písma a pravověrné biblické teologii.
Pořádá pravidelné, zpravidla roční konference, pokaždé věnované určitému tématu zkoumání. V období pandemie COVID-19 se konala virtuální konference.
Oficiálním periodikem je European Journal of Theology, vydávaný v angličtině, němčině a francouzštině.